# Café Dommayer
Café Dommayer är ett kafé i stadsdelen Hietzing i Wien. Från 1832 till 1924 hette det Dommayers Casino och det var där som kompositörerna Johann Strauss den äldre, Joseph Lanner och "valskungen" Johann Strauss den yngre höll sina konserter.

## Der Dommayer

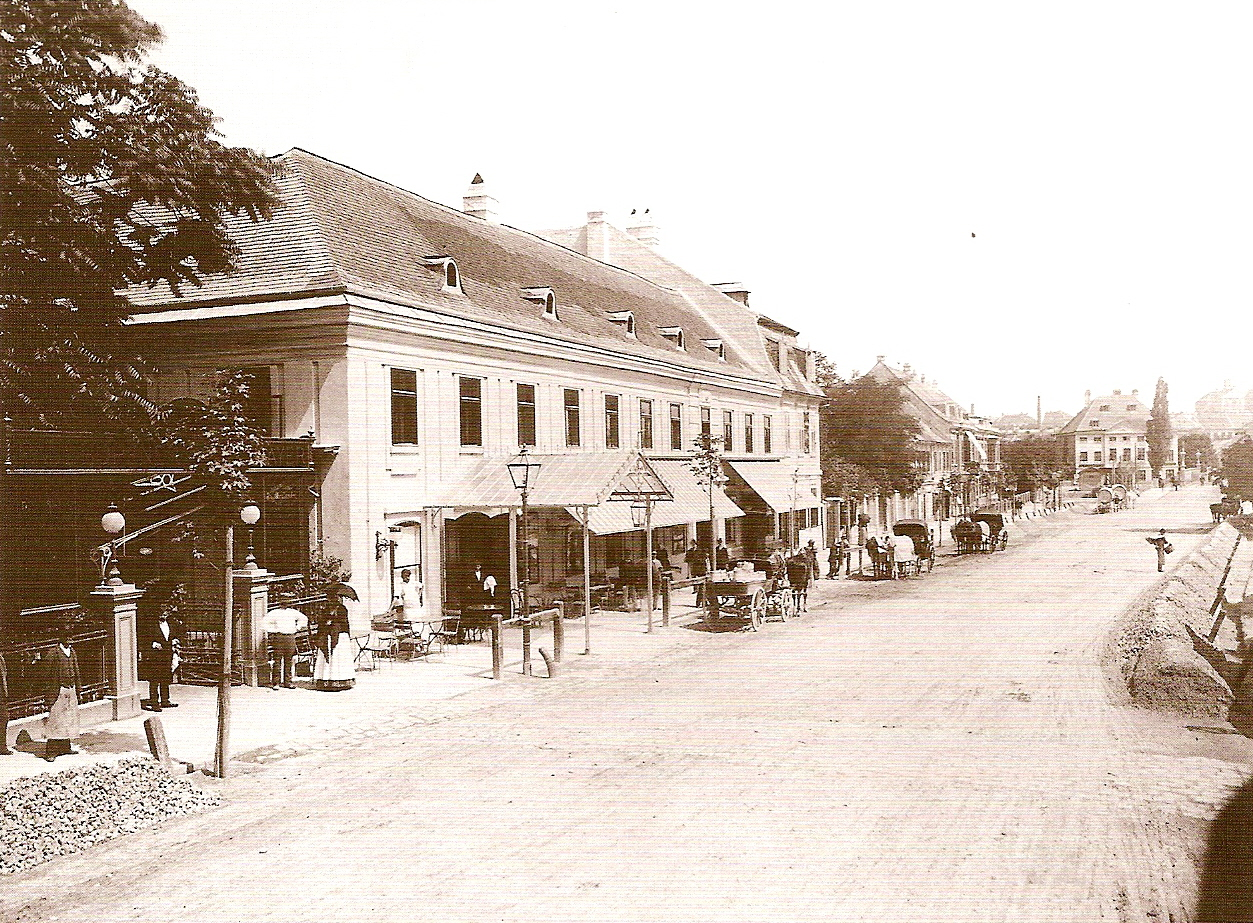
Det gamla Casino Dommayer – idag står här Parkhotel Schönbrunn.

Stadsdelen Hietzing ligger i närheten av slottet Schönbrunn vid Wienflodens sydliga strand. Här lät en krögare vid namn Dick 1787 bygga ett kaféhus med trädgårdsservering och restaurang som blev ett populärt utflyktsmål för folk i omgivningarna.
1817 övertog krögaren Reiter fastigheten och utvidgade lokalen till ett värdshus, som hans svärson Ferdinand Dommayer (1799–1858) 1823 övertog (Dommayer’s Kaffeh- und Traiteurhaus). Mellan 1828/29 till 1833 ökades Casinot med en stor, elegant danssalong som rymde ca 600 personer. 
Den 15 oktober 1844 gjorde Johann Strauss den yngre här sin debut som dirigent för sin egen orkester. Lokalen med sin danssalong räknades till de ledande nöjesetablissemangen i staden och var omtalad för sina överdådiga baler. Efter Ferdinand Dommayers död den 5 mars 1858 övertog hans son Franz Dommayer (1822–1900). 1903 byggde teaterledaren Josef Jarno om lokalen till en teater med rum för konserter och baler. 1907 revs byggnaden för att ge plats åt ett hotell, Parkhotel Schönbrunn.

## Dommayerhof och Café Dommayer

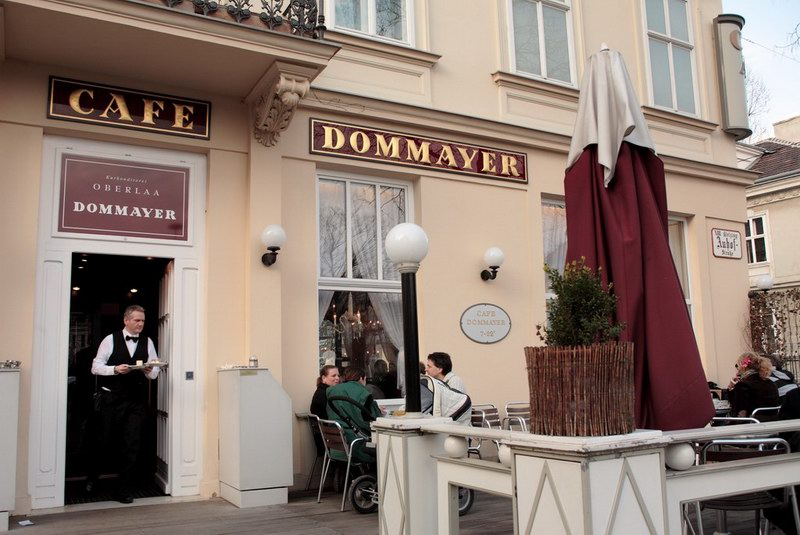
Ingången till Café Dommayer.

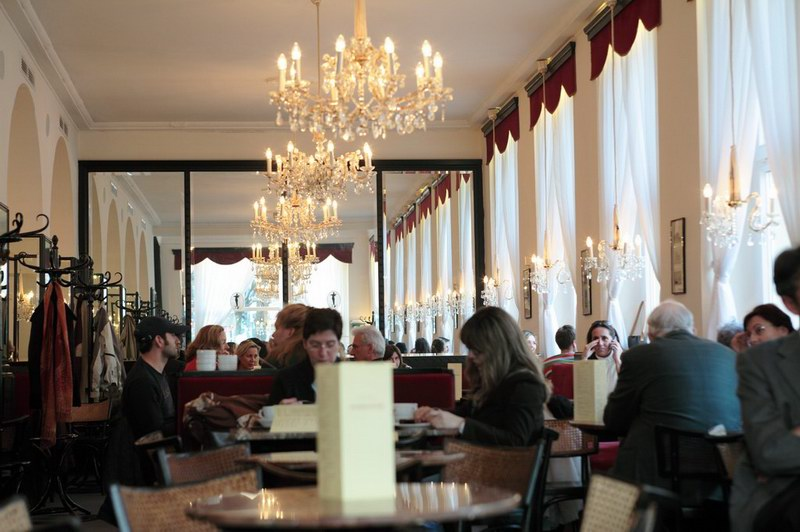
Bild inuti lokalen.

1921 köpte familjen Schneyer ett kvarter med hus i hörnet av Dommayergasse och Aufhofstrasse, på den plats där Ferdinand Dommayer 1894 låtit uppföra Dommayerhof - ett kaféhus med musikpaviljong. Det välkända namnet behölls och stället var i drift 1924 till 1931. 
År 1935 övertogs kaféet av familjen Senal som tog tillbaka namnet Café Dommayer och drev stället fram till 1963. 
Därefter övertogs stället av familjen Gerersdorfer som ledde det fram till 2006 som ett traditionellt konsertkafé. Efter en brand 1991 renoverades kaféet till sitt ursprungliga utseende.